# Glasgow Cup
La Glasgow Cup est une compétition de football organisée entre des clubs de la ville de Glasgow en Écosse, qui existe depuis 1887.
Elle oppose jusqu'en 1988 les équipes professionnelles senior de Glasgow. Souffrant de plus en plus du développement des compétitions européennes, la compétition doit parfois être annulée (de 1972 à 1974, en 1977 et 1984), ou ne peut aller jusqu'à son terme (en 1966, 1978, 1980 et enfin 1988). 
En 2008, la compétition est relancée avec les équipes de moins de 18 ans de la ville : Celtic FC, Rangers FC, Clyde FC, Partick Thistle FC et Queen's Park FC.

## Palmarès
La compétition est logiquement dominée par les deux équipes du Old Firm (Celtic et Rangers), qui ont remporté respectivement 35 et 48 éditions du tournoi senior. Le Celtic a remporté la première édition de la nouvelle formule, en 2008.
| (R)  | Match à rejouer        |
| (SR) | Second match à rejouer |

| Année      | Vainqueur                          | Score                                           | Finaliste                          |
| ---------- | ---------------------------------- | ----------------------------------------------- | ---------------------------------- |
| 1888       | Cambuslang                         | 3–1                                             | Rangers                            |
| 1889       | Queen's Park                       | 8–0                                             | Partick Thistle                    |
| 1890       | Queen's Park                       | 3–2                                             | Celtic                             |
| 1891       | Celtic                             | 4–0                                             | Third Lanark                       |
| 1892       | Celtic                             | 7–1                                             | Clyde                              |
| 1893       | Rangers                            | 3–1                                             | Celtic                             |
| 1894       | Rangers                            | 1–0                                             | Cowlairs                           |
| 1895       | Celtic                             | 2–0                                             | Rangers                            |
| 1896       | Celtic                             | 6–3                                             | Queen's Park                       |
| 1897       | Rangers                            | 1–1                                             | Celtic                             |
| 1897 (R)   | Rangers                            | 2–1                                             | Celtic                             |
| 1898       | Rangers                            | 4–0                                             | Queen's Park                       |
| 1899       | Queen's Park                       | 1–0                                             | Rangers                            |
| 1900       | Rangers                            | 1–1                                             | Celtic                             |
| 1900 (R)   | Rangers                            | 1–0                                             | Celtic                             |
| 1901       | Rangers                            | 3–1                                             | Partick Thistle                    |
| 1902       | Rangers                            | 2–2                                             | Celtic                             |
| 1902 (R)   | Rangers                            | forfait                                         | Celtic                             |
| 1903       | Third Lanark                       | 3–0                                             | Celtic                             |
| 1904       | Third Lanark                       | 1–1                                             | Celtic                             |
| 1904 (R)   | Third Lanark                       | 1–0                                             | Celtic                             |
| 1905       | Celtic                             | 2–1                                             | Rangers                            |
| 1906       | Celtic                             | 3–0                                             | Third Lanark                       |
| 1907       | Celtic                             | 3–2                                             | Third Lanark                       |
| 1908       | Celtic                             | 2–2                                             | Rangers                            |
| 1908 (R)   | Celtic                             | 0–0                                             | Rangers                            |
| 1908 (SR)  | Celtic                             | 2–1                                             | Rangers                            |
| 1909       | Third Lanark                       | 1–1                                             | Celtic                             |
| 1909 (R)   | Third Lanark                       | 2–2                                             | Celtic                             |
| 1909 (SR)  | Third Lanark                       | 4–0                                             | Celtic                             |
| 1910       | Celtic                             | 1–0                                             | Rangers                            |
| 1911       | Rangers                            | 3–1                                             | Celtic                             |
| 1912       | Rangers                            | 1–0                                             | Partick Thistle                    |
| 1913       | Rangers                            | 3–1                                             | Celtic                             |
| 1914       | Rangers                            | 3–0                                             | Third Lanark                       |
| 1915       | Clyde                              | 1–1                                             | Partick Thistle                    |
| 1915 (R)   | Clyde                              | 1–0                                             | Partick Thistle                    |
| 1916       | Celtic                             | 2–1                                             | Rangers                            |
| 1917       | Celtic                             | 3–1                                             | Clyde                              |
| 1918       | Rangers                            | 4–1                                             | Partick Thistle                    |
| 1919       | Rangers                            | 2–0                                             | Celtic                             |
| 1920       | Celtic                             | 1–0                                             | Partick Thistle                    |
| 1921       | Celtic                             | 1–0                                             | Clyde                              |
| 1922       | Rangers                            | 1–0                                             | Celtic                             |
| 1923       | Rangers                            | 0–0                                             | Clyde                              |
| 1923 (R)   | Rangers                            | 1–0                                             | Clyde                              |
| 1924       | Rangers                            | 3–1                                             | Third Lanark                       |
| 1925       | Rangers                            | 4–1                                             | Celtic                             |
| 1926       | Clyde                              | 2–1                                             | Celtic                             |
| 1927       | Celtic                             | 1–0                                             | Rangers                            |
| 1928       | Celtic                             | 2–1                                             | Rangers                            |
| 1929       | Celtic                             | 2–0                                             | Queen's Park                       |
| 1930       | Rangers                            | 0–0                                             | Celtic                             |
| 1930 (R)   | Rangers                            | 4–0                                             | Celtic                             |
| 1931       | Celtic                             | 2–1                                             | Rangers                            |
| 1932       | Rangers                            | 3–0                                             | Queen's Park                       |
| 1933       | Rangers                            | 1–0                                             | Partick Thistle                    |
| 1934       | Rangers                            | 2–0                                             | Clyde                              |
| 1935       | Partick Thistle                    | 1–0                                             | Rangers                            |
| 1936       | Rangers                            | 2–0                                             | Celtic                             |
| 1937       | Rangers                            | 2–2                                             | Partick Thistle                    |
| 1937 (R)   | Rangers                            | 6–1                                             | Partick Thistle                    |
| 1938       | Rangers                            | 2–1                                             | Third Lanark                       |
| 1939       | Celtic                             | 3–0                                             | Clyde                              |
| 1940       | Rangers                            | 3–1                                             | Queen's Park                       |
| 1941       | Celtic                             | 1–0                                             | Rangers                            |
| 1942       | Rangers                            | 6–0                                             | Clyde                              |
| 1943       | Rangers                            | 5–2                                             | Third Lanark                       |
| 1944       | Rangers                            | 2–0                                             | Clyde                              |
| 1945       | Rangers                            | 3–2                                             | Celtic                             |
| 1946       | Queen's Park                       | 2–0                                             | Clyde                              |
| 1947       | Clyde                              | 2–1                                             | Third Lanark                       |
| 1948       | Rangers                            | 4–1                                             | Third Lanark                       |
| 1949       | Celtic                             | 3–1                                             | Third Lanark                       |
| 1950       | Rangers                            | 2–1                                             | Clyde                              |
| 1951       | Partick Thistle                    | 1–1                                             | Celtic                             |
| 1951 (R)   | Partick Thistle                    | 3–2                                             | Celtic                             |
| 1952       | Clyde                              | 2–1                                             | Celtic                             |
| 1953       | Partick Thistle                    | 3–1                                             | Rangers                            |
| 1954       | Rangers                            | 3–0                                             | Third Lanark                       |
| 1955       | Partick Thistle                    | 2–0                                             | Rangers                            |
| 1956       | Celtic                             | 1–1                                             | Rangers                            |
| 1956 (R)   | Celtic                             | 5–3                                             | Rangers                            |
| 1957       | Rangers                            | 2–0                                             | Clyde                              |
| 1958       | Rangers                            | 1–1                                             | Third Lanark                       |
| 1958 (R)   | Rangers                            | 4–2                                             | Third Lanark                       |
| 1959       | Clyde                              | 0–0                                             | Rangers                            |
| 1959 (R)   | Clyde                              | 1–0                                             | Rangers                            |
| 1960       | Rangers                            | 2–1                                             | Partick Thistle                    |
| 1961       | Partick Thistle                    | 2–0                                             | Celtic                             |
| 1962       | Celtic                             | 1–1                                             | Third Lanark                       |
| 1962 (R)   | Celtic                             | 3–2                                             | Third Lanark                       |
| 1963       | Third Lanark                       | 2–1                                             | Celtic                             |
| 1964       | Celtic                             | 2–0                                             | Clyde                              |
| 1965       | Celtic                             | 5–0                                             | Queen's Park                       |
| 1966       | Compétition non terminée           | Compétition non terminée                        | Compétition non terminée           |
| 1967       | Celtic                             | 4–0                                             | Partick Thistle                    |
| 1968       | Celtic                             | 8–0                                             | Clyde                              |
| 1969       | Rangers                            | 3–2                                             | Partick Thistle                    |
| 1970       | Celtic                             | 3–1                                             | Rangers                            |
| 1971       | Rangers                            | 2–0                                             | Clyde                              |
| 1972       | Compétition non tenue              | Compétition non tenue                           | Compétition non tenue              |
| 1973       | Compétition non tenue              | Compétition non tenue                           | Compétition non tenue              |
| 1974       | Compétition non tenue              | Compétition non tenue                           | Compétition non tenue              |
| 1975       | Rangers 2–2 Celtic (titre partagé) | Rangers 2–2 Celtic (titre partagé)              | Rangers 2–2 Celtic (titre partagé) |
| 1976       | Rangers                            | 3–1                                             | Celtic                             |
| 1977       | Compétition non tenue              | Compétition non tenue                           | Compétition non tenue              |
| 1978       | Compétition non terminée           | Compétition non terminée                        | Compétition non terminée           |
| 1979       | Rangers                            | 3–1                                             | Celtic                             |
| 1980       | Compétition non terminée           | Compétition non terminée                        | Compétition non terminée           |
| 1981       | Partick Thistle                    | 1–0                                             | Celtic                             |
| 1982       | Celtic                             | 2–1                                             | Rangers                            |
| 1983       | Rangers                            | 1–0                                             | Celtic                             |
| 1984       | Compétition non tenue              | Compétition non tenue                           | Compétition non tenue              |
| 1985       | Rangers                            | 5–0                                             | Queen's Park                       |
| 1986       | Rangers                            | 3–2                                             | Celtic                             |
| 1987       | Rangers                            | 1–0                                             | Celtic                             |
| 1988       | Compétition non terminée           | Compétition non terminée                        | Compétition non terminée           |
| 1989       | Partick Thistle                    | 2–0                                             | Clyde                              |
| 1990– 2007 | Compétition non tenue              | Compétition non tenue                           | Compétition non tenue              |
| 2008       | Celtic                             | 3–1                                             | Rangers                            |
| 2009       | Rangers                            | 2–1                                             | Celtic                             |
| 2010       | Rangers                            | 2–1                                             | Celtic                             |
| 2011       | Celtic                             | 1–0                                             | Rangers                            |
| 2012       | Rangers                            | 1–1 (Les Rangers ont gagné 4–2 aux tirs au but) | Celtic                             |
| 2013       | Rangers                            | 3–2                                             | Celtic                             |
| 2014       | Celtic                             | 1–0                                             | Rangers                            |
| 2015       | Celtic                             | 2–0                                             | Rangers                            |
| 2016       | Celtic                             | 4–0                                             | Rangers                            |
| 2017       | Celtic                             | 2–1                                             | Rangers                            |

| Club            | Nombre de victoires | Dernière victoire | Nombre de finales perdues | Dernière finale perdue |
| --------------- | ------------------- | ----------------- | ------------------------- | ---------------------- |
| Rangers         | 48                  | 2013              | 24                        | 2017                   |
| Celtic          | 35                  | 2017              | 31                        | 2013                   |
| Partick Thistle | 7                   | 1989              | 11                        | 1969                   |
| Clyde           | 5                   | 1959              | 15                        | 1989                   |
| Third Lanark    | 4                   | 1963              | 13                        | 1962                   |
| Queen's Park    | 4                   | 1946              | 7                         | 1985                   |
| Cambuslang      | 1                   | 1888              | —                         | —                      |
| Cowlairs        | —                   | —                 | 1                         | 1894                   |